# Kritschim
Kritschim (bulgarisch Кричим) ist eine Stadt und das Verwaltungszentrum einer gleichnamigen Gemeinde in Südbulgarien. Sie liegt in der Oblast Plowdiw, 25 km südwestlich von Plowdiw, 6 km westlich der Stadt Peruschtiza. Kritschim ist das Zentrum der gleichnamigen Gemeinde Kritschim.

## Geographie
Die Gemeinde Kritschim liegt im südwestlichen Teil der Oblast Plowdiw, an den nördlichen Ausläufern der Rhodopen, im sogenannten nördlichen Rhodopen-Kragen (bulg. северна родопска яка). Die Gemeinde Kritschim ist stark hügelig, da sie am Übergang der Pasardschik-Plowdiw-Ebene (einem Teil der Oberthrakischen Tiefebene) zu den Nordhängen der Rhodopen liegt. Die Gemeinde Kritschim grenzt an die Gemeinden Stambolijski, Peruschtiza, Rodopi, Dewin und Brazigowo. Neben Kritschim gibt es keine weiteren Städte oder Dörfer auf dem Gebiet der Gemeinde Kritschim.
Die Stadt Kritschim nimmt eine Fläche von 0,25 km² ein und hat 7.175 Einwohner. Den Bevölkerungszahlen nach ist die Gemeinde Kritschim eine der kleinsten Gemeinden in der Oblast Plowid. Die Gemeinde umfasst eine Fläche von 54,89 km², woraus sich eine Bevölkerungsdichte von 173 Einwohnern/km² ergibt.
Durch Kritschim fließt der Fluss Watscha (bulg. Въча). Entlang dieses Flusstales verläuft auch die Verbindungsstraße in die Rhodopen zur Stadt Dewin. Diese Straße verbindet die Oblaste Smoljan, Plowdiw und Pasardschik.

## Geschichte
Ab dem 6. Jahrhundert v. Chr., während der Zeit der Thraker, der Römer und in der frühbyzantinischen Zeit existierte an der Stelle der heutigen Stadt eine Siedlung.

### Festung Kritschim
Die Festungen in Kritschim dienten zur Bewachung des strategisch wichtigen Gebirgsweges, der entlang des steilen Flusstales des Watscha in die Rhodopen führt. Auf beiden Seiten des Tales, auf den hohen, unzugänglichen Felsen in der Nähe von Kritschim, wurde je eine Festung errichtet – die Festung Kritschim.
Die Festung Kritschim besteht aus zwei voneinander unabhängigen Festungen, der Iwankowo-Festung und der Assenow-Festung.

#### Iwanko-Festung
Die Reste der Iwankowo-Festung (oder Iwanowo-Festung) sieht man unmittelbar südwestlich von Kritschim, wenn man von Kritschim nach Süden in die Rhodopen schaut, in das Tal der Watscha. Die Iwankowo-Festung steht zur rechten Seite des Tales, also der linken Flussseite der Watscha, die von Süden aus den Rhodopen kommend durch Kritschim fließt, auf einem steilen, schwer zu besteigenden, felsigen Bergkamm, der von den Rhodopen bis unmittelbar vor Kritschim reicht. Die Iwankowo-Festung (Иванково кале; Transkription: Iwanowsko Kale; Kale ist der türkische Begriff für Festung) wird auch „Goljamo Kale“ (bulg. Голямо кале; deutsch: „Große Festung“) genannt. „Goljamo“ ist das bulgarische Wort für „groß“, „kale“ ist das türkische Wort für „Festung“. Diese Festung existierte bereits vor der Ankunft der Protobulgaren und Slawen in der Region.
Hier gab es nacheinander zwei Befestigungen: Die erste wurde in der frühbyzantinischen Zeit (5. bis 6. Jahrhundert) gebaut und die zweite zur Zeit von Khan Krum, während des Zweiten Bulgarenreiches. Die bulgarische Festung hat eine Grundfläche von 1500 m² und einen vieleckigen Grundriss. Im Südwestteil gibt es ein Wasserreservoir, das relativ gut erhalten ist. Die Festungsmauern stehen teilweise noch und erheben sich 5–6 m über das Terrain.
Im Jahre 1199 befand sich die Festung von Kritschim in den Händen von Iwanko. Im gleichen Jahr wurde die Festung im Auftrag des byzantinischen Kaisers Alexios III. vom Sebastokrator Alexios Palaiologos und dessen Vater Georgios sowie dem General Manuel Kamytzes belagert. Nachdem Georgios Palaiologos die Festungsmauer mit Hilfe einer Leiter überstiegen hatte, fiel er tot um.
Im 15. Jahrhundert wurde die Festung zerstört, nachdem sie ihre strategische Bedeutung verloren hatte.
Bis zur Iwankowo-Festung sind es von der Stadtkirche „Sweti Kosma und Damjan“ ungefähr 30 Minuten Fußweg auf einem steilen Pfad. Von der hochgelegenen Festung aus bietet sich ein Panoramablick über die Stadt und die Plowdiwer Ebene.

#### Assenow-Festung
Auf der rechten Flussseite der Watscha liegt die Assenow-Festung, die auch „Malko Kale“ (bulg. Малко кале; deutsch: „Kleine Festung“) genannt wird. Sie wurde im Mittelalter errichtet. Eine Festungsmauer ist erhalten geblieben sowie ein Wasserspeicher und ein Wohngebäude. Diese Festung war eigentlich eine befestigte bulgarische Stadt und hatte eine Verbindung zur „Großen Festung“. Die „Kleine Festung“ liegt südlich von Kritschim, direkt am Ufer der Watscha. Die Festung ist größtenteils zerstört, nur der nordöstliche Bereich ist teilweise erhalten. Hier erhebt sich die Mauer bis zu 4 m über das Terrain.
Die „Kleine Festung“ war eine Festung und Siedlung. Die Gebäudegrundmauern der Wohngebäude sind sowohl innerhalb als auch außerhalb der Festungsmauern zu finden.

#### Assenow-Stein

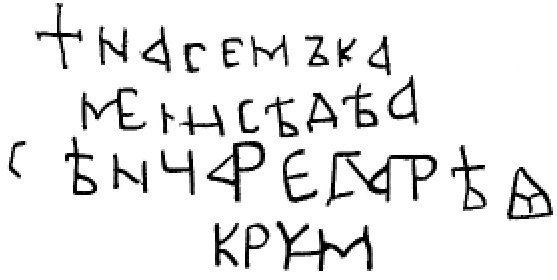
Assenow-Inschrift in Kritschim

Von außerordentlicher historischer Bedeutung ist der Assenow-Stein (bulg. Асенов камък; auch: Assen-Stein), den Archäologen 200 m südlich der Großen Festung gefunden haben, am Nordosthang des Gipfels Nemtscha (bulg. Немча).
Es handelt sich um einen großen, ovalen Stein aus Rhyolith, mit den Maßen 3,2 × 3,2 × 3,1 m, der inmitten eines Wäldchens liegt. In diesen Stein wurde die kurze, gut erhaltene Inschrift gemeißelt: „Auf diesem Stein saß Zar Assen, als er Kritschim einnahm.“ Die Inschrift ist auf einer natürlich glatten Fläche des Steins in vier Zeilen eingemeißelt.
Der Text beginnt mit der Abbildung eines Kreuzes. Die Buchstaben sind 6 bis 11 cm groß. Die vier Zeilen des Textes nehmen eine Breite von 107 cm und eine Höhe von 55 cm ein. Diese Inschrift wird als „Kritschim-Inschrift“ (bulg. Кричимския надпис) bezeichnet (auch: Assenow-Inschrift; bulg. Асенов надпис). Es wird angenommen, dass es sich um Iwan Assen II. handelte, der die Festung 1230 eingenommen hat. Nach Ansicht der Historiker hatte er die Angewohnheit, seine siegreichen Feldzüge gegen Byzanz für die Nachwelt in Inschriften auf Steinen dauerhaft zu verewigen. Diese Inschrift ist bisher die einzige dieser Art in Bulgarien, noch dazu ist sie im Original erhalten und am Entstehungsort geblieben.
Die Inschrift nennt kein genaues Datum. Aus dem Lauf der Ereignisse schließen die Historiker jedoch, dass er sich auf einen Zeitpunkt nach der Schlacht von Klokotniza beziehen muss.
In der Nähe befinden sich auch die Überreste des Klosters von Kritschim „Sweti Kusma und Damjan“, die zur Zeit des Aprilaufstandes (1876) niedergebrannt wurden (nicht zu verwechseln mit der heutigen Kirche gleichen Namens in der Stadt). Auf einem eingemauerten Stein des Kritschimer Klosters wurde 1592 erstmals der Name Batak gefunden, über dessen Entstehungszeit sonst nichts Genaueres bekannt ist. Außerdem befindet sich das Römer-Wasserreservoir (bulg. Римски резервоар) in der Nähe.
Einige Kilometer weiter oben im Gebirge liegt das andere Kloster von Kritschim („Uspenie blagorodina“), in der Nähe der ehemaligen Mineralbäder von Kritschim.
Nach dem Tode von Kaiser Johannes III. Dukas Batatzes im Jahre 1254 marschierte Michael II. Assen mit seinem Heer in Thrakien ein und nahm nach der Schlacht von Adrianopel im Jahr 1254 die Festungen Stanimaka (Assenowgrad), Kritschim, Zepina, Peruschtsiza sowie die östlichen Rhodopen ein.
Krischim war im Mittelalter für kurze Zeit Königssitz der Herrscher Iwanko und Slaw (Алексий Слав, 1207–1230?). Hierher kam der lateinische Kaiser Heinrich (bulg. румелийския император Хенрих).

## Nationale Wiedergeburt
Kritschim ist einer der wenigen Orte in der Region Plowdiw, in denen es bereits in der frühen Phase (1396–1762) der bulgarischen nationalen Wiedergeburt zwei bulgarische Klosterschule gab, die von den Klöstern „Sweta Bogorodiza“ und „Sweti Wratsch“ unterhalten wurden.
Heute gibt es in Kritschim die Kirche „Sweto Kosma i Damjan“ (Cosmas und Damian).
Weiterhin gibt es in Kritschim eine Moschee.
Das Kloster „Uspenia bogoroditschno“ (deutsch: Mariä Aufnahme in den Himmel; gegründet im 13. Jahrhundert) liegt 6 km südlich von Kritschim, am Fluss Watscha, an der Straße nach Dewin. Hier in der Nähe ist auch die Talsperre, an der der untere Stausee Kritschim beginnt.
Seit 2005 ist die Stadt Namensgeber für den Krichim Peak, einen Berg auf der Livingston-Insel in der Antarktis.

## Königliche Sommerresidenz
Zar Boris III. hatte eine Sommerresidenz in Kritschim. Sein Sohn Simeon Sakskoburggotski hat 2008 erfolglos auf Rückübertragung geklagt. Das Gericht erkannte, dass der bulgarische Zar nur ein Nutzungsrecht aber kein Eigentumsrecht für die Sommerresidenz in Kritschim hatte. Die Residenz war vom bulgarischen Staat, aus Steuergeldern errichtet worden. Der Beschluss des Gerichtes gründet sich auf Artikel l51 der Verfassung von Tarnowo (1879–1947): „Eigentum, das im Staatsbesitz ist, gehört dem Königreich. Der Zar und seine Verwandten können nicht darüber verfügen.“
Seit 2001 hatten die Nachkommen von Zar Boris III. bereits mehrere Immobilien und Grundstücke zurückbekommen, unter anderem die Residenz Wrana mit einem großen Park bei Sofia sowie sehr große Waldflächen im Rila. Die Sommerresidenz Kritschim und andere ehemalige königliche Güter wurden jedoch nicht restituiert.